# Jamal Murray
Jamal Murray (* 23. Februar 1997 in Kitchener, Ontario) ist ein kanadischer Basketballspieler, der bei den Denver Nuggets in der NBA unter Vertrag steht.

## Jugend und College
Murray spielte in seiner Jugend Basketball in Kanada, wo er sich zu einem der besten Jugendspieler des Landes entwickelte. Seine letzte Highschooljahre spielte er an der Orangeville Prep, wo er gemeinsam mit Thon Maker spielte. Beim alljährlichen Nike Hoop Summit, bei der er für die Weltauswahl antrat, wurde Murray mit 30 Punkten zum MVP des Spiels ausgezeichnet. Nach seiner Highschoolkarriere wurde er von John Calipari rekrutiert und spielte Collegebasketball für die University of Kentucky. Er spielte nur ein Jahr für die Wildcats, in der er 20,0 Punkte, 5,2 Rebounds und 2,2 Assists im Schnitt erzielte. Er gab daraufhin seine Anmeldung zum NBA-Draft bekannt.

## NBA
Im NBA-Draft 2016 wurde er an 7. Stelle von den Denver Nuggets ausgewählt. Murray nahm beim NBA All-Star Weekend an der Rookie Challenge teil und führte die Weltauswahl mit 36 Punkten und 11 Assists zum 150:139-Sieg über die US-Auswahl. Er wurde am Ende des Spiels zum MVP ernannt. Murray wurde in der Saison 2016/17 ins NBA All-Rookie Second Team berufen.
Murray verbesserte sich die kommenden zwei Jahre enorm und erzielte für die Nuggets in der Saison 2018/19 über 18 Punkte im Schnitt. Dabei gelang ihm am 29. Dezember 2018 mit 46 Punkten gegen die Phoenix Suns ein neuer Karriererekord. Murray erreichte mit den Nuggets im Anschluss an die Saison die Playoffs. In den Playoffs führte er die Nuggets mit 21,3 Punkten pro Spiel als erfolgreichster Punktesammler an. Im Sommer 2019 unterschrieb Murray einen 170 Millionen US-Dollar dotierten Fünfjahresvertrag bei den Nuggets.
In den NBA-Playoffs 2020 erzielte Jamal Murray bei der 129:127-Niederlage in der ersten Playoffrunde gegen die Utah Jazz 50 Punkte und stellte damit den Teampunkte-Rekord in den Playoffs ein. Bis dahin hatte Spencer Haywood seit 1970 den Rekord mit 46 Punkten gehalten, als die Nuggets noch in der ABA spielten. Nur wenige Tage später erzielte Murray beim 119:107-Sieg über die Jazz erneut 50 Punkte, wodurch die Nuggets nach einem 1:3-Rückstand die Serie wieder ausgleichen konnten. Murray und seinem Kontrahenten Donovan Mitchell von den Jazz gelang es in dieser Serie, jeweils zweimal 50 Punkte für ihre Teams zu erzielen. Murray wurde zudem der sechste Spieler in der NBA-Geschichte, der in den Playoffs zweimal 50 Punkte erzielte, nur kurz davor gelang Mitchell ähnliches.
Nach einer schweren Kreuzbandverletzung im April 2021 konnte Murray in der Saison 2022/23 mit den Denver Nuggets die NBA-Meisterschaft nach einer Finalserie gegen Miami Heat mit 4:1 erringen.

## Nationalmannschaft
Murray spielte 2013 zunächst für die kanadische Nachwuchsbasketballauswahl. Seit 2015 spielt er für die kanadische Basketballnationalmannschaft, mit der er bei den Panamerikanischen Spielen 2015 die Silbermedaille gewann und mit 16 Punkten im Schnitt seinen Beitrag dazu leistete.

## Erfolge
- 1 × NBA-Champion: 2023

## NBA-Statistiken

### Reguläre Saison
| Saison  | Team   | GP  | GS  | MPG  | FG % | 3P % | FT % | RPG | APG | SPG | BPG | PPG  |
| ------- | ------ | --- | --- | ---- | ---- | ---- | ---- | --- | --- | --- | --- | ---- |
| 2016–17 | Denver | 82  | 10  | 21.5 | .404 | .334 | .883 | 2.6 | 2.1 | 0.6 | 0.3 | 9.9  |
| 2017–18 | Denver | 81  | 80  | 31.7 | .451 | .378 | .905 | 3.7 | 3.4 | 1.0 | 0.3 | 16.7 |
| 2018–19 | Denver | 75  | 74  | 32.6 | .437 | .367 | .848 | 4.2 | 4.8 | 0.9 | 0.4 | 18.2 |
| 2019–20 | Denver | 59  | 59  | 32.3 | .456 | .346 | .881 | 4.0 | 4.8 | 1.1 | 0.3 | 18.5 |
| 2020–21 | Denver | 48  | 48  | 35.5 | .477 | .408 | .869 | 4.0 | 4.8 | 1.3 | 0.3 | 21.2 |
| 2022–23 | Denver | 65  | 65  | 32.8 | .454 | .398 | .833 | 4.0 | 6.2 | 1.0 | 0.2 | 20.0 |
| 2023–24 | Denver | 59  | 59  | 31.5 | .481 | .425 | .853 | 4.1 | 6.5 | 1.0 | 0.7 | 21.2 |
| 2024–25 | Denver | 67  | 67  | 36.1 | .474 | .393 | .886 | 3.9 | 6.0 | 1.4 | 0.5 | 21.4 |
| Gesamt  | Gesamt | 536 | 461 | 31.3 | .455 | .381 | .870 | 3.8 | 4.7 | 1.0 | 0.4 | 18.0 |

### Play-offs
| Saison  | Team   | GP | GS | MPG  | FG % | 3P % | FT % | RPG | APG | SPG | BPG | PPG  |
| ------- | ------ | -- | -- | ---- | ---- | ---- | ---- | --- | --- | --- | --- | ---- |
| 2018–19 | Denver | 14 | 14 | 36.3 | .425 | .337 | .903 | 4.4 | 4.7 | 1.0 | 0.1 | 21.3 |
| 2019–20 | Denver | 19 | 19 | 39.6 | .505 | .453 | .897 | 4.8 | 6.6 | 0.9 | 0.3 | 26.5 |
| 2022–23 | Denver | 20 | 20 | 40.0 | .473 | .396 | .926 | 5.7 | 7.1 | 1.5 | 0.3 | 26.1 |
| 2023–24 | Denver | 12 | 12 | 38.5 | .402 | .315 | .923 | 4.3 | 5.6 | 0.8 | 0.5 | 20.6 |
| 2024–25 | Denver | 14 | 14 | 41.3 | .444 | .354 | .875 | 4.9 | 5.2 | 1.2 | 0.8 | 21.8 |
| Gesamt  | Gesamt | 79 | 79 | 39.2 | .457 | .383 | .904 | 4.9 | 6.0 | 1.1 | 0.4 | 23.7 |